# أيفيند إنغبرتسن
أيفيند إنغبرتسن (بالنرويجية البوكمول: Eivind Engebretsen)‏ هو بروفيسور وفيلسوف نرويجي، ولد في 17 نوفمبر 1974 في أوسلو في النرويج.